# Maciej Ambrosiewicz
Maciej Ambrosiewicz (Gdynia, 24 maggio 1998) è un calciatore polacco, centrocampista del Nieciecza.

## Caratteristiche tecniche
È un mediano.

## Carriera

### Nazionale
Il 12 ottobre 2018 ha esordito con la nazionale Under-21 polacca disputando il match di qualificazione per gli Europei del 2019 pareggiato 1-1 contro la Danimarca.